# Arthur Machen
Arthur Llewellyn Jones-Machen, född 3 mars 1863 i Caerleon, Gwent, Wales, död 15 december 1947 i Beaconsfield, Buckinghamshire, var en brittisk författare, känd för verk inom skräckgenren.
Hans uppväxt på den walesiska landsbygden fick stor betydelse för hans författarskap. På 1880-talet flyttade han till London. Inspirerad av ockultism, författare som Edgar Allan Poe och inte minst sekelslutsdekadensen skrev han i början av 1890-talet sin mest kända skräcknovell, The Great God Pan, som publicerades tillsammans med "The Inmost Light" ("Det inre ljuset") i en bok 1894. Året därpå kom hans andra bok, The Three Impostors, också den i skräckgenren. "Det vita folket" om en ung flickas förkovrande i magi, räknas till skräcknovellerna men visar även prov på 1890-talets dekadenters typiska diskussioner à la Oscar Wildes "Dorian Grays porträtt". Hans senare verk gör nedslag i skräckgenren och innehåller ofta fantastiska inslag, men brukar överlag inte räknas som skräcklitteratur.
En av Machens mest kända berättelser är "The Bowmen" från 1914, där han lanserade myten om att spöken från slaget vid Azincourt kom till de brittiska soldaternas hjälp under återtåget från slaget vid Mons under första världskriget.
"The Hill of Dreams", eller "Drömmarnas berg", från 1907, handlar om hur den unge Lucian Taylor får mardrömmar och hemsökelser efter att ha besökt en gammal borgruin. Hans liv förfaller successivt alltmedan Lucian försvinner in i ett fantasins töcken.
Arthur Machen har varit en viktig inspirationskälla för senare författare i skräckgenren, såsom H.P. Lovecraft.